# Вечірський Антін
Вечірський Антін (Антон) Терентович (кін. XVIII — приблизно 1881 р.) — кобзар-сліпець з села Вечірки Пирятинського повіту Полтавської губернії. Микола Лисенко в 1903 році пише «Антон» Вечірський, Сластіон використовує інше ім'я — «Антін».

## Життєпис
Його прозивали Вечірським, бо він був родом з Вечірок. Про особисте життя кобзаря відомо вкрай мало, достеменно невідомі дати життя.
Мартинович писав в 1876 році, що Вечірський не знав «невольницьких» дум, він був сином дяка і вивчав думи по книжкам. Згодом бандурист осліп і батько віддав його у навчання до кобзарів. Знав він тільки одну думу — «Про Азовських братів».
О. Сластіон написав Лисенкові, що 1876 року він жив у селі Білоцерківці Пирятинського повіту і там познайомився там з кобзарем-п'яницею Антоном Вечірським. Музикант щовечора співав думи. Русов пише що «Вечірський» — прізвисько, а не справждє прізвище.
Вересай описував Вечірського як людину, що пила завжди, і він ніяк не міг змусити кобзаря кинути цю звичку.

## Мистецтво
1876 року Микола Лисенко разом з Опанасом Сластіоном записали від Антона мелодію думи «Буря на Чорному морі». За свідченнями Остапа Вересая, кобза Антона мала 25-30 струн. Сластіон написав портрет А. Вечірського того ж року.